# کاروانسرای کوهپایه
کاروانسرای کوهپایه مربوط به دوره صفوی است و در شهرستان کوهپایه، کیلومتر ۷۴ جاده اصفهان کوهپایه نایین واقع شده و این اثر در تاریخ ۱۷ خرداد ۱۳۷۹ با شمارهٔ ثبت ۲۶۹۸ به‌عنوان یکی از آثار ملی ایران به ثبت رسیده‌است.

## ثبت در فهرست میراث جهانی
در ۲۶ شهریور ۱۴۰۲ در جریان چهل و پنجمین اجلاس کمیته میراث جهانی یونسکو در ریاض، کاروانسرای کوهپایه به‌همراه ۵۳ کاروانسرای تاریخی دیگر (جمعاً ۵۴ کاروانسرا در ۲۴ استان ایران) تحت عنوان کاروانسراهای ایرانی در فهرست میراث جهانی قرار گرفتند. این مجموعه جهانی به عنوان بیستمین و هفتمین اثر جهانی کشور ایران شناخته می‌شود.